# Município de Bloomfield (condado de Trumbull, Ohio)
Localização do Ohio nos E.U.A.
O município de Bloomfield (em inglês: Bloomfield Township) é um município localizado no condado de Trumbull no estado estadounidense de Ohio. No ano 2010 tinha uma população de 1322 habitantes e uma densidade populacional de 20,18 pessoas por km².

## Geografia
O município de Bloomfield encontra-se localizado nas coordenadas 41° 28′ 11″ N, 80° 51′ 26″ O. Segundo a Departamento do Censo dos Estados Unidos, o município tem uma superfície total de 65.51 km², da qual 65.49 km² correspondem a terra firme e (0.03%) 0.02 km² é água.

## Demografia
Segundo o censo de 2010, tinha 1322 pessoas residindo no município de Bloomfield. A densidade de população era de 20,18 hab./km².